# Віктор Калівода
Віктор Калівода (11 вересня 1977 – 26 вересня 2010), також відомий як «Лісовий убивця», був чеським серійним убивцею, який застрелив трьох людей у чеських лісах в 2005 році.

## Життєпис
Народився в місті Слані (чеськ. Slaný). Його мати була лікаркою, а батько працював у секретаріаті керівництва НАТО в Брюсселі. У дитинстві він справляв враження тихого і непомітного хлопця. На відмінно знав шкільну математику і фізику. Закінчив гімназію в рідному місті в 1996 році. Після школи він поступив одночасно на факультет інформатики Університету Масарика в Брно та на педагогічний факультет Південночеського університету в Ческих Будейовіцах. Однокурсники описували його як мовчазного, замкнутого самотника. Жодного з університетів не закінчив. Він пішов з роботи в поліції та перервав навчання в поліцейській академії. Зрештою пішов і з роботи водія трамвая. Не працював, жив на заощадження в квартирі свого батька. У березні 2004 року він переміг у вікторині «Хто хоче стати мільйонером?» і виграв 320 000 чеських крон. За ці гроші він легально придбав два пістолети Glock 34 і боєприпаси до них. У цей час він вже страждав від депресії. Блукаючи нічною Прагою, він мав намір покінчити життя самогубством стрибнувши з Нусельского моста, але не наважився на це. Калівода дуже цікавився Ольгою Гепнаровою, яка в 1973 році в'їхала вантажівкою до натовпу людей на трамвайній зупинці. Він почав вигадувати власний план вбивства. Він хотів розпочати стрілянину в празькому метро на лінії C. Кілька разів він їхав у метро з пістолетом, прихованим за газетою, але не знаходив у собі сміливості діяти. Восени 2004 року він застрелив корів на пасовищі в південній Богемії, щоб зміцнити свою рішучість.

## Вбивства
Калівода планував свої вбивства понад рік. 13 жовтня 2005 року він вирішив втілити свої ідеї в життя. Того дня він застрелив Франтішка та Емілію Людвікових у лісі поблизу села Недвєдіце (чеськ. Nedvědice). Потерпілі отримали поранення в грудну клітку і в голову. Через три дні, 16 жовтня, він застрелив підприємця Ярослава Лендоці, який гуляв з собакою в лісі біля селища Маліковіце (чеськ. Malíkovice). Всі постраждалі були розстріляні з 9-міліметрової зброї типу Glock. Свідки бачили припаркований біля місця злочину темно-синій Opel та «підозрілого» молодика (в грибний сезон він ходив по лісу без кошика). Незабаром правоохоронці встановили власника зброї. Ним виявився Віктор Калівода. У його матері був темний автомобіль Opel.
Вранці 20 жовтня Каліводу заарештували перед будинком, де він жив. Калівода вийшов з будинку з великою спортивною сумкою. Він не чинив опору при затриманні. У сумці були патрони та зброя – пістолет Glock 34. Полковник Міхал Мазанек пізніше згадував, що той спокійно зізнався: «Так, це був я». Калівода залишав багато слідів на місцях злочинів, ніби хотів бути спійманим. Його жертви не мали жодного зв’язку ні між собою, ні з ним. Під час допиту Калівода був апатичний, не виявляв жодних докорів сумління та не розкривав мотивів. Він не співпрацював ні з психологами, ні з адвокатом.
Витяг з висновків психолога: «Виявлено, що злочинець має високий IQ (130) у діапазоні вище середнього. Але використання цього потенціалу в його випадку мінімальне. Відсутня здатність до емпатії. Особистість злочинця замкнута з рисами емоційної сплощеності, низькою самовпевненістю, дратівливістю та егоцентризмом. Він погано пристосований, у нього відсутній інтерес до навколишнього середовища. Більш серйозних психічних розладів не виявлено. З оглядом на скоєні злочини, здатність до розпізнавання та контролю збережені».

## Суд і смерть
Під час судових засідань Калівода взагалі не говорив про причини своїх вчинків. Нарешті він відповів, що це йому просто спало на думку. До винесення вироку в квітні судді тричі давали Каліводі можливість прокоментувати всі вчинки та, можливо, розкаятися. Однак він не скористався цією можливістю і порушив мовчання лише в апеляційному суді. Він розповів про мотиви та причини жахливих вчинків. До вбивства його мотивува внутрішній голос убивці Ольги Гепнарової. 16 квітня 2006 року Віктор Калівода був засуджений до довічного ув'язнення за статтею 219 Кримінального кодексу Чеської Республіки. 26 вересня 2010 року він покінчив життя самогубством у в'язниці Валдіце. У 2024 році в чеських кінотеатрах показали фільм «Лісовий убивця» (чеськ. Lesní vrah) за мотивами вбивств Каліводи. 